# فدریکو توبلر
فدریکو توبلر (انگلیسی: Federico Tobler؛ زادهٔ ۱۵ مهٔ ۱۹۹۲) بازیکن فوتبال است.